# Tiroteos en Kansas de 2016
El 25 de febrero de 2016, tres personas fueron asesinadas y otras catorce heridas en una serie de tiroteos en Newton y Hesston, Kansas, incluyendo el interior e inmediaciones de un edificio en construcción de Industrias Excel. El tirador, identificado como un empleado de Excel, Cedric Larry Ford, fue abatido por un policía que acudió en respuesta al incidente.

## Tiroteos
Los tiroteos empezaron alrededor de las 4:57 p. m. en una intersección de calles en Newton, donde Ford disparó a dos vehículos mientras circulaba. El primer automovilista recibió un disparo no letal en el hombro, mientras que el segundo automovilista huyó indemne después de que una bala perforase el parabrisas de su coche. Entonces condujo por la vieja Ruta Interestatal 81 disparando contra el tráfico en sentido contrario. Su vehículo colisionó contra otro en una cuneta cercana tras lo cual disparó e hirió al otro conductor en la pierna y le robó el vehículo.
Ford llegó entonces a Industrias Excel, un fabricante de cortadoras de césped en Hesston, e hirió a una mujer anciana en el aparcamiento, entró en el edificio y disparó aleatoriamente contra varios empleados en las líneas de ensamblaje. Según una persona que fue herida pero sobrevivió, Ford parecía dudar antes de disparar. Disparó contra el Jefe Doug Schroeder, el primer agente en acudir al escenario. Este repelió la agresión y abatió a Ford a las 5:23 p. m. Ford estaba armado con un rifle semiautomático Zastava, estilo AK-47 y una pistola semiautomática Glock 22 Al menos 150 personas estaban dentro de la planta durante el tiroteo.

### Víctimas
Tres personas fueron asesinadas y otras catorce heridas en el tiroteo. Las víctimas fueron identificadas como Renee Benjamin, 30; Joshua Higbee, 31; y Brian Sadowsky, 44. Todos ellos muertos dentro de la planta de Industrias Excel. Seis de los heridos fueron hospitalizados en Hospital Vía Christi (Wichita), cuatro en el Centro Médico de Wesley (Wichita), y cuatro en el Centro Médico de Newton. Cinco de ellos en condición crítica.

## Autor
El tirador fue identificado como un pintor de 38 años de Industrias Excel llamado Cedric Larry Ford, de Miami, Florida. En libertad condicional por una serie de condenas en Miami y viviendo en Newton durante la época del tiroteo.